# Bad Pyrmont
Bad Pyrmont là một thành phố tại huyện Hamelin-Pyrmont, trong bang Niedersachsen, Đức, dân số khoảng 20.000 người (2003). Thành phố này nằm bên sông Emmer, cự ly khoảng 10 km về phía tây của Weser. Đây là một thành phố nghỉ dưỡng. Tại đây có tòa lâu đài theo phong cách kiến trúc Baroque (1706-1710).

## Cư dân nổi tiếng
Max Born, nhà vật lý học, đoạt Giải Nobel và là ông nội của Olivia Newton-John